# Easy Come Easy Go
Easy Come Easy Go è una canzone del gruppo musicale statunitense Winger, estratta come terzo e ultimo singolo dal loro secondo album In the Heart of the Young nel febbraio del 1991. Ha raggiunto la posizione numero 41 della Billboard Hot 100 e la numero 17 della Mainstream Rock Songs negli Stati Uniti.
Secondo quanto riportato da Kip Winger, la canzone venne scritta per l'album all'ultimo momento, quando la band si accorse di non avere abbastanza pezzi rock nella scaletta finale. Per lo stesso motivo è nato anche il brano Can't Get Enuff.

## Tracce
7" Single A|B Atlantic A7773
1. Easy Come Easy Go (Remix) – 3:32
2. You Are The Saint, I Am The Sinner – 3:30

CD Single PRCD 3690
1. Easy Come Easy Go – 4:03
2. Easy Come Easy Go (Remix) – 3:32

## Classifiche
| Classifica (1991)             | Posizione massima |
| ----------------------------- | ----------------- |
| Stati Uniti                   | 41                |
| Stati Uniti (mainstream rock) | 17                |